# Waku Waku 7
Waku Waku 7 (わくわく7?) è un videogioco picchiaduro uno contro uno realizzato dalla Sunsoft nel 1996 come arcade per Neo Geo, e successivamente convertito per Sega Saturn. La particolarità del titolo sta nella grafica molto allegra e colorata, insolita per giochi di questo genere, e nella caratterizzazione dei personaggi, che si rifanno apertamente a stereotipi e personaggi celebri degli anime, oppure ad altri personaggi di picchiaduro.

## Trama
La storia è semplice, apparentemente basata sulla prima serie di Dragon Ball. Essa narra di come sette sfere dei colori dell'arcobaleno sono in grado di esaudire un desiderio al fortunato possessore, nel caso venissero riunite. Ognuno dei personaggi ne possiede una e vuole scontrarsi con gli altri (più una copia di se stesso, probabilmente inserita solo per aumentare il numero degli incontri) per impossessarseli pur di esprimere il proprio desiderio.

## Modalità di gioco
Waku Waku 7 presenta un set di funzionalità insolito per un picchiaduro della sua epoca, e include caratteristiche comuni ai picchiaduro SNK (come quattro attacchi base e lo zoom dello schermo).
Il titolo presenta un roster di nove personaggi (due dei quali erano disponibili solo nella modalità Versus dei porting per console). Ognuno di essi ha uno stile di gioco significativamente diverso e parodia un personaggio noto di un altro gioco. Ogni personaggio ha una potente mossa speciale (chiamata movimento Harahara, o movimento Harahara). Presentano diversi fattori che li rendono unici, tra cui la necessità di essere caricati (durante la quale il personaggio si concentra, dice qualcosa, assume una posa o suona una fanfara) e il fatto di essere imbloccabili e difficili da schivare, ma possono essere interrotti durante la carica; durante la carica, il gioco visualizza un avviso e un allarme. I personaggi possono essere lanciati attraverso lo schermo per colpire l'angolo opposto e attaccati mentre sono a terra, ma possono anche schivare o attaccare mentre si rialzano.

## Personaggi

### Giocabili
- Arina (Arina Makihara) – Ragazza dotata di un paio di orecchie da coniglio, è uno dei due protagonisti di Waku Waku 7 assieme a Rai e possiede la sfera arancione. Le sue mosse ricordano in parte quelle della versione The King of Fighters di Athena Asamiya, eroina sia del personale gioco che di Psycho Soldier (entrambi di SNK). La musica di sottofondo del suo stage è l'unica ad avere la parte cantata. Si presenta agli incontri accompagnata dalle amiche, anch'esse dotate di orecchie di animali diversi.
- Rai (Rai Bakuoh) – Il suo nome in giapponese significa "tuono", e in effetti questo quindicenne è provvisto di varie mosse basate sull'elettricità, vagamente simili a quelle di Terry Bogard delle note serie di picchiaduro (sempre di SNK) Fatal Fury e The King of Fighters. Caratterialmente è basato sullo stereotipo del protagonista di anime giovane e sbruffone. I suoi punti di forza sono l'agilità e l'estrema elevazione nei salti. Possiede la sfera rossa.
- Mauru (anche noto come Marurun in Giappone) – Una buffa creatura viola, chiaramente ispirata ai Totoro de Il mio vicino Totoro di Hayao Miyazaki. Sulla sua schiena c'è una bimbetta di nome Mugi, che possiede la sfera verde. Per essere una creatura grossa è anche piuttosto agile. Molte sue mosse e atteggiamenti sembrano derivare da Sasquatch di Darkstalkers.
- Politank-Z – Un mecha/carro armato in dotazione alle forze di polizia, è pilotato dall'interno dal capo appunto della polizia, un nano, e dal suo cane che svolge funzioni di meccanico. I due possiedono la sfera azzurra. Politank-Z è dotato di numerose armi di vario tipo, così come dell'attacco speciale più lento ma anche più devastante del gioco.
- Dandy-J – Un omaggio a Indiana Jones nel nome, nell'aspetto (cappello e frusta, la sua caratteristica arma) e nella professione di cacciatore d'antichità e tesori, si tratta di un personaggio basato su prese e attacchi a corto raggio; somiglia anche a Joseph Joestar de Le bizzarre avventure di JoJo. Dandy-J possiede la sfera indaco ed è sempre accompagnato dalla figlia Natsumi e da un gatto bianco, che a volte intervengono in battaglia.
- Slash – Cacciatore di mostri che però è egli stesso un non-umano (sembrerebbe un elfo), fa parte della categoria dei bishōnen (ragazzi graziosi ed un po' effeminati). Combatte con una spada di luce ed è in grado con essa di effettuare attacchi a lunga distanza e di teletrasportarsi. Possiede la sfera viola.
- Tesse – Cameriera robot provvista di buffi attacchi collegati alle sue funzioni, con le sue appendici che si trasformano in siringhe, lucidatrici ecc. Un altro tipo d'attacco bizzarro è il lancio d'oggetti vari, similmente a quanto fa Hsien-Ko di Darkstalkers. Possiede la sfera gialla.

### Giocabili in modalità Vs.
- Bonus-kun – Personaggio che, nella modalità singola, appare negli incontri bonus ed è un sacco da boxe vivente che fa la parodia di Ryu di Street Fighter. Molte sue mosse sono infatti direttamente copiate da quelle del celebre lottatore Capcom, e anche la sua fascia rossa intorno alla "fronte" è indicativa in questo senso. Bonus-kun è apparso per la prima volta nel precedente picchiaduro Sunsoft per Neo Geo, ovvero Galaxy Fight: Universal Warriors.
- Fernandez (anche noto come Fernandeath in Giappone) – L'antagonista principale. Un demone nero che viene liberato alla riunione delle sette sfere, di forma sferica dall'espressione ebete, con piccole mani, piedi e ali. Dato che è gigantesco, gli altri personaggi vengono ingranditi alle sue dimensioni prima di affrontarlo.

## Accoglienza
Waku Waku 7 è stato accolto generalmente in modo positivo dalla critica sin dalla sua uscita iniziale nelle sale giochi e su altre piattaforme. Kyle Knight di AllGame ha recensito la versione AES considerando la presentazione grafica tra le migliori sul Neo Geo, lodando il design audio, il sistema di combattimento unico e il roster dei personaggi, ma ha criticato l'implementazione della meccanica dell'indicatore di potenza. La conversione per Sega Saturn ha ricevuto una risposta più mista dai recensori per essere una conversione semplice del gioco arcade originale. Tuttavia, l'accoglienza dei fan è stata positiva; i lettori della rivista giapponese Sega Saturn Magazine hanno votato per dare al porting di Saturn un punteggio di 7,4692 su 10, classificandosi al 527° posto sotto Galaxy Fight: Universal Warriors, indicando un seguito popolare.